# Formule de Dobiński
En combinatoire, la formule de Dobiński  donne une expression du nombre de Bell {\displaystyle B_{n}} de rang n (c'est-à-dire du nombre de partitions d'un ensemble de taille n) sous forme de somme de série :
{\displaystyle B_{n}={1 \over {\rm {e}}}\sum _{k=0}^{\infty }{\frac {k^{n}}{k!}}.}
La formule porte le nom de G. Dobiński, qui l'a publiée en 1877.

## Version probabiliste
Dans le cadre de la théorie des probabilités, la formule de Dobiński exprime le n-ième moment de la loi de Poisson de moyenne 1. Parfois, la formule de Dobiński est énoncée comme disant que le nombre de partitions d'un ensemble de taille n est égal au n-ième moment de cette loi.

## Formule réduite
Le calcul de la somme de la série de Dobiński peut être réduit à une somme finie de {\displaystyle n+o(n)} termes, en tenant compte du fait que {\displaystyle B_{n}} est un entier. Précisément, on a, pour tout entier {\displaystyle K>1} vérifiant {\displaystyle {\frac {K^{n}}{K!}}\leqslant 1} :
{\displaystyle B_{n}=\left\lceil {1 \over {\rm {e}}}\sum _{k=0}^{K-1}{\frac {k^{n}}{k!}}\right\rceil }
où {\displaystyle \left\lceil .\right\rceil } est la partie entière supérieure.
En effet, on a {\displaystyle {\frac {(K+j)^{n}}{(K+j)!}}\leqslant {\frac {K^{n}}{K!}}{1 \over j!}\leqslant {1 \over j!}} pour tout {\displaystyle j\geqslant 0} , de sorte que le reste {\displaystyle \sum _{k\geqslant K}{\frac {k^{n}}{k!}}=\sum _{j\geqslant 0}{\frac {(K+j)^{n}}{(K+j)!}}} est dominé par la série {\displaystyle \sum _{j\geqslant 0}{\frac {1}{j!}}={\rm {e}}}, ce qui implique {\displaystyle 0<B_{n}-{1 \over {\rm {e}}}\sum _{k=0}^{K-1}{\frac {k^{n}}{k!}}<1}, d'où la formule réduite.
La condition {\displaystyle {\frac {K^{n}}{K!}}\leqslant 1} implique {\displaystyle K>n} mais est satisfaite par un certain {\displaystyle K} de taille {\displaystyle n+o(n)} .

## Généralisation
La formule de Dobiński peut être vue comme le cas particulier, pour {\displaystyle x=0}, de la relation plus générale :
{\displaystyle {1 \over {\rm {e}}}\sum _{k=x}^{\infty }{\frac {k^{n}}{(k-x)!}}=\sum _{k=0}^{n}{\binom {n}{k}}B_{k}x^{n-k}.}

## Démonstration de la formule de Dobiński
Une preuve  repose sur la formule de la fonction génératrice des nombres de Bell ,
{\displaystyle {\rm {e}}^{{\rm {e}}^{x}-1}=\sum _{n=0}^{\infty }{\frac {B_{n}}{n!}}x^{n}.}
Le développement en série entière de l'exponentielle donne
{\displaystyle {\rm {e}}^{{\rm {e}}^{x}}=\sum _{k=0}^{\infty }{\frac {{\rm {e}}^{kx}}{k!}}=\sum _{k=0}^{\infty }{\frac {1}{k!}}\sum _{n=0}^{\infty }{\frac {(kx)^{n}}{n!}}}
d'où
{\displaystyle {\rm {e}}^{{\rm {e}}^{x}-1}={\frac {1}{\rm {e}}}\sum _{k=0}^{\infty }{\frac {1}{k!}}\sum _{n=0}^{\infty }{\frac {(kx)^{n}}{n!}}}
Le coefficient de {\displaystyle x^{n}} dans cette série doit être {\displaystyle B_{n}/n!}, donc
{\displaystyle B_{n}={\frac {1}{\rm {e}}}\sum _{k=0}^{\infty }{\frac {k^{n}}{k!}}.}